# روي جيمس
روي جيمس (بالإنجليزية: Roy James)‏ هو لاعب كرة قدم أسترالية أسترالي، ولد في 28 يناير 1900 في بالارات في أستراليا، وتوفي في 20 أكتوبر 1975 في Alfredton, Victoria ‏ في أستراليا.

## وصلات خارجية
- روي جيمس على موقع AustralianFootball.com (الإنجليزية)
- روي جيمس على موقع AFLtables.com (الإنجليزية)